# Erbhaus
Erbhaus ist ein Gemeindeteil der Großen Kreisstadt Selb im Landkreis Wunsiedel im Fichtelgebirge (Oberfranken, Bayern).
Die Einöde liegt gut sechs Kilometer nordöstlich des Selber Ortskerns in unmittelbarer Nähe der tschechischen Grenze. Die Entstehung der Ansiedlung kann für etwa 1830 angenommen werden, sie gehörte zur ehemaligen Gemeinde Lauterbach.